# Copa Colombia 2016
La Copa Colombia 2016 (oficialmente y por motivos de patrocinio, Copa Águila 2016) fue la decimocuarta edición del torneo nacional de Copa organizado por la División Mayor del Fútbol Colombiano que enfrenta a los clubes de las categorías Primera A y Primera B del fútbol en Colombia. Atlético Nacional logró su tercer título al derrotar al  Junior de Barranquilla 3-1 en el global.
El campeón clasificaba a la Copa Sudamericana 2017, cupo que finalmente adquirió Deportes Tolima al quedar tercero en la tabla de reclasificación de la Primera A. ya que Atlético Nacional estaba clasificado a la Copa Libertadores 2017 como campeón defensor.

## Sistema de juego
De acuerdo al cambio de formato aprobado por la División Mayor del Fútbol Colombiano el 7 de octubre de 2014, los 36 equipos afiliados a la División Mayor del Fútbol Colombiano (Dimayor) toman parte del torneo, donde inicialmente competirán 32 en una fase de 8 grupos de 4 equipos cada uno, que se enfrentarán todos contra todos en 6 fechas. El ganador de cada grupo, junto con los cuatro mejores segundos, clasificarán a la siguiente fase.
En la siguiente fase, los 12 equipos clasificados en la Fase I se unirán a los 4 equipos clasificados directamente a la fase II del torneo, formándose ocho llaves de dos equipos cada una, quienes disputarán partidos de eliminación directa de ida y vuelta. Se jugaran octavos de final, cuartos de final, semifinales y la final del torneo.

### Cambio de formato
La Copa Colombia de 2016 tendrá varias modificaciones sustanciales en relación con las ediciones anteriores. Inicialmente, de los 36 equipos en total que participarán, solo 32 competirán en la primera fase, en la cual, se organizarán en 8 grupos de 4 equipos cada uno de donde clasificarán a octavos de final, los líderes de cada uno de los grupos y los 4 mejores segundos de la fase de grupos; a estos 12 equipos se unirán en octavos de final, los cuatro mejores equipos de la Temporada 2015 del fútbol colombiano así: los tres equipos que consigan su cupo a la Copa Libertadores 2016 y el campeón vigente de la Copa, en esta ocasión los equipos clasificados directamente a la próxima fase del torneo son: Deportivo Cali, Atlético Nacional, Santa Fe y  Junior por ser campeón de la edición anterior 2015.

## Datos de los clubes
| - Alianza Petrolera - Atlético Bucaramanga - Atlético Huila - Atlético Nacional - Boyacá Chicó - Cortuluá - Deportes Tolima - Deportivo Cali - Deportivo Pasto - Envigado F. C. | - Fortaleza - Independiente Medellín - Jaguares - Junior - La Equidad - Millonarios - Once Caldas - Patriotas - Rionegro Águilas - Santa Fe |

| - América de Cali - Atlético F. C. - Barranquilla F. C. - Bogotá F. C. - Cúcuta Deportivo - Deportes Quindío - Deportivo Pereira - Itagüí Leones | - Llaneros - Orsomarso - Real Cartagena - Real Santander - Tigres F. C. - Unión Magdalena - Universitario - Valledupar F. C. |

## Fase de grupos
En esta fase, los 32 equipos participantes se dividen en ocho grupos, y en cada grupo se ubican cuatro equipos, los cuales juegan 6 partidos, de ida y vuelta, en el formato de todos contra todos. Los equipos que se ubiquen en el 1° puesto avanzan a los Octavos de final; asimismo, avanzarán los cuatro mejores equipos que se ubiquen en el 2° lugar de su grupo.
|  |                                                      |
|  | Clasificado a Octavos de final.                      |
|  | Clasificado, como mejor segundo, a Octavos de final. |
|  | Eliminado.                                           |

### Grupo A
| Equipo             | PJ | PG | PE | PP | GF | GC | Dif. | Pts. |
| ------------------ | -- | -- | -- | -- | -- | -- | ---- | ---- |
| Real Cartagena     | 6  | 5  | 1  | 0  | 8  | 3  | 5    | 16   |
| Itagüí Leones      | 6  | 2  | 3  | 1  | 8  | 5  | 3    | 9    |
| Jaguares           | 6  | 2  | 1  | 3  | 7  | 8  | -1   | 7    |
| Barranquilla F. C. | 6  | 0  | 1  | 5  | 4  | 11 | -7   | 1    |

| Primera | Leones         | 1 : 1 | Jaguares       | John Jairo Tréllez | 10 de febrero | 15:30 | Sin transmisión |
| Primera | Barranquilla   | 1 : 2 | Real Cartagena | Metropolitano      | 10 de febrero | 15:30 | Sin transmisión |
| Segunda | Jaguares       | 2 : 1 | Barranquilla   | Jaraguay           | 2 de marzo    | 19:15 | Sin transmisión |
| Segunda | Real Cartagena | 0 : 0 | Leones         | Julia Turbay       | 3 de marzo    | 15:15 | Sin transmisión |
| Tercera | Leones         | 2 : 2 | Barranquilla   | John Jairo Tréllez | 9 de marzo    | 15:00 | Sin transmisión |
| Tercera | Jaguares       | 0 : 1 | Real Cartagena | Jaraguay           | 9 de marzo    | 16:00 | Sin transmisión |
| Cuarta  | Barranquilla   | 0 : 3 | Leones         | Metropolitano      | 16 de marzo   | 15:00 | Sin transmisión |
| Cuarta  | Real Cartagena | 3 : 2 | Jaguares       | Diego de Carvajal  | 16 de marzo   | 15:15 | Sin transmisión |
| Quinta  | Leones         | 0 : 1 | Real Cartagena | John Jairo Tréllez | 13 de abril   | 15:00 | Sin transmisión |
| Quinta  | Barranquilla   | 0 : 1 | Jaguares       | Metropolitano      | 13 de abril   | 15:45 | Sin transmisión |
| Sexta   | Jaguares       | 1 : 2 | Leones         | Jaraguay           | 4 de mayo     | 15:45 | Sin transmisión |
| Sexta   | Real Cartagena | 1 : 0 | Barranquilla   | Julia Turbay       | 5 de mayo     | 15:15 | Sin transmisión |

### Grupo B
| Equipo                 | PJ | PG | PE | PP | GF | GC | Dif. | Pts. |
| ---------------------- | -- | -- | -- | -- | -- | -- | ---- | ---- |
| Independiente Medellín | 6  | 4  | 2  | 0  | 12 | 2  | 10   | 14   |
| Envigado F. C.         | 6  | 3  | 2  | 1  | 6  | 7  | -1   | 11   |
| Once Caldas            | 6  | 2  | 1  | 3  | 6  | 7  | -1   | 7    |
| Rionegro Águilas       | 6  | 0  | 1  | 5  | 4  | 12 | -8   | 1    |

| Primera | Envigado               | 0 : 0 | Rionegro Águilas       | Polideportivo Sur | 10 de febrero | 18:00 | Sin transmisión |
| Primera | Once Caldas            | 0 : 0 | Independiente Medellín | Palogrande        | 10 de febrero | 19:30 | Sin transmisión |
| Segunda | Rionegro Águilas       | 1 : 3 | Once Caldas            | Alberto Grisales  | 2 de marzo    | 19:00 | Sin transmisión |
| Segunda | Independiente Medellín | 1 : 1 | Envigado               | Atanasio Girardot | 2 de marzo    | 19:45 | Win Sports      |
| Tercera | Rionegro Águilas       | 0 : 2 | Independiente Medellín | Alberto Grisales  | 9 de marzo    | 15:15 | Sin transmisión |
| Tercera | Envigado               | 1 : 0 | Once Caldas            | Polideportivo Sur | 9 de marzo    | 19:00 | Sin transmisión |
| Cuarta  | Independiente Medellín | 2 : 0 | Rionegro Águilas       | Atanasio Girardot | 16 de marzo   | 19:00 | Sin transmisión |
| Cuarta  | Once Caldas            | 0 : 1 | Envigado               | Palogrande        | 16 de marzo   | 19:30 | Sin transmisión |
| Quinta  | Once Caldas            | 3 : 2 | Rionegro Águilas       | Palogrande        | 13 de abril   | 19:30 | Sin transmisión |
| Quinta  | Envigado               | 1 : 5 | Independiente Medellín | Polideportivo Sur | 13 de abril   | 20:00 | Win Sports      |
| Sexta   | Rionegro Águilas       | 1 : 2 | Envigado               | Alberto Grisales  | 4 de mayo     | 19:30 | Sin transmisión |
| Sexta   | Independiente Medellín | 2 : 0 | Once Caldas            | Atanasio Girardot | 4 de mayo     | 19:30 | Sin transmisión |

### Grupo C
| Equipo               | PJ | PG | PE | PP | GF | GC | Dif. | Pts. |
| -------------------- | -- | -- | -- | -- | -- | -- | ---- | ---- |
| Cúcuta Deportivo     | 6  | 3  | 2  | 1  | 9  | 7  | 2    | 11   |
| Alianza Petrolera    | 6  | 2  | 3  | 1  | 7  | 6  | 1    | 9    |
| Real Santander       | 6  | 1  | 4  | 1  | 7  | 7  | 0    | 7    |
| Atlético Bucaramanga | 6  | 0  | 3  | 3  | 3  | 6  | -3   | 3    |

| Primera | Alianza Petrolera    | 3 : 1 | Cúcuta Deportivo     | Daniel Villa Zapata  | 10 de febrero | 15:30 | Sin transmisión |
| Primera | Real Santander       | 1 : 0 | Atlético Bucaramanga | Álvaro Gómez Hurtado | 10 de febrero | 19:30 | Sin transmisión |
| Segunda | Atlético Bucaramanga | 0 : 0 | Alianza Petrolera    | Álvaro Gómez Hurtado | 2 de marzo    | 19:30 | Sin transmisión |
| Segunda | Cúcuta Deportivo     | 1 : 0 | Real Santander       | General Santander    | 6 de abril    | 15:00 | Sin transmisión |
| Tercera | Real Santander       | 1 : 1 | Alianza Petrolera    | Álvaro Gómez Hurtado | 9 de marzo    | 19:30 | Sin transmisión |
| Tercera | Atlético Bucaramanga | 0 : 1 | Cúcuta Deportivo     | Álvaro Gómez Hurtado | 10 de marzo   | 19:30 | Sin transmisión |
| Cuarta  | Alianza Petrolera    | 1 : 1 | Real Santander       | Daniel Villa Zapata  | 16 de marzo   | 15:30 | Sin transmisión |
| Cuarta  | Cúcuta Deportivo     | 1 : 1 | Atlético Bucaramanga | General Santander    | 17 de marzo   | 15:00 | Sin transmisión |
| Quinta  | Alianza Petrolera    | 1 : 0 | Atlético Bucaramanga | Daniel Villa Zapata  | 13 de abril   | 15:00 | Sin transmisión |
| Quinta  | Real Santander       | 2 : 2 | Cúcuta Deportivo     | Álvaro Gómez Hurtado | 13 de abril   | 19:30 | Sin transmisión |
| Sexta   | Atlético Bucaramanga | 2 : 2 | Real Santander       | Álvaro Gómez Hurtado | 4 de mayo     | 15:30 | Sin transmisión |
| Sexta   | Cúcuta Deportivo     | 3 : 1 | Alianza Petrolera    | General Santander    | 4 de mayo     | 15:30 | Sin transmisión |

### Grupo D
| Equipo           | PJ | PG | PE | PP | GF | GC | Dif. | Pts. |
| ---------------- | -- | -- | -- | -- | -- | -- | ---- | ---- |
| Deportivo Pasto  | 6  | 3  | 2  | 1  | 12 | 4  | 8    | 11   |
| Valledupar F. C. | 6  | 3  | 1  | 2  | 8  | 10 | -2   | 10   |
| Universitario    | 6  | 2  | 1  | 3  | 8  | 11 | -3   | 7    |
| Unión Magdalena  | 6  | 2  | 0  | 4  | 10 | 13 | -3   | 6    |

| Primera | Deportivo Pasto | 4 : 1 | Unión Magdalena | Departamental Libertad | 10 de febrero | 20:00 | Sin transmisión |
| Primera | Universitario   | 2 : 0 | Valledupar      | Ciro López             | 11 de febrero | 11:30 | Sin transmisión |
| Segunda | Valledupar      | 3 : 2 | Unión Magdalena | Armando Maestre        | 2 de marzo    | 19:00 | Sin transmisión |
| Segunda | Deportivo Pasto | 3 : 0 | Universitario   | Departamental Libertad | 2 de marzo    | 20:00 | Sin transmisión |
| Tercera | Deportivo Pasto | 4 : 1 | Valledupar      | Departamental Libertad | 9 de marzo    | 20:00 | Sin transmisión |
| Tercera | Unión Magdalena | 4 : 2 | Universitario   | Federico Serrano Soto  | 10 de marzo   | 15:00 | Sin transmisión |
| Cuarta  | Universitario   | 2 : 1 | Unión Magdalena | Ciro López             | 16 de marzo   | 11:30 | Sin transmisión |
| Cuarta  | Valledupar      | 0 : 0 | Deportivo Pasto | Armando Maestre        | 16 de marzo   | 15:00 | Sin transmisión |
| Quinta  | Universitario   | 1 : 1 | Deportivo Pasto | Ciro López             | 13 de abril   | 11:30 | Sin transmisión |
| Quinta  | Unión Magdalena | 1 : 2 | Valledupar      | Federico Serrano Soto  | 13 de abril   | 15:00 | Sin transmisión |
| Sexta   | Unión Magdalena | 1 : 0 | Deportivo Pasto | Federico Serrano Soto  | 4 de mayo     | 15:00 | Sin transmisión |
| Sexta   | Valledupar      | 2 : 1 | Universitario   | Armando Maestre        | 4 de mayo     | 15:00 | Sin transmisión |

### Grupo E
| Equipo          | PJ | PG | PE | PP | GF | GC | Dif. | Pts. |
| --------------- | -- | -- | -- | -- | -- | -- | ---- | ---- |
| América de Cali | 6  | 5  | 1  | 0  | 11 | 4  | 7    | 16   |
| Atlético F. C.  | 6  | 2  | 2  | 2  | 6  | 5  | 1    | 8    |
| Orsomarso       | 6  | 1  | 2  | 3  | 5  | 9  | -4   | 5    |
| Cortuluá        | 6  | 0  | 3  | 3  | 5  | 9  | -4   | 3    |

| Primera | América de Cali | 2 : 0 | Orsomarso       | Pascual Guerrero | 10 de febrero | 20:00 | Sin transmisión |
| Primera | Cortuluá        | 1 : 1 | Atlético        | Doce de Octubre  | 22 de marzo   | 19:00 | Sin transmisión |
| Segunda | Orsomarso       | 2 : 1 | Cortuluá        | Francisco Rivera | 3 de marzo    | 19:00 | Sin transmisión |
| Segunda | Atlético        | 0 : 1 | América de Cali | Pascual Guerrero | 30 de marzo   | 19:00 | Sin transmisión |
| Tercera | América de Cali | 4 : 2 | Cortuluá        | Pascual Guerrero | 10 de marzo   | 20:00 | Sin transmisión |
| Tercera | Atlético        | 2 : 1 | Orsomarso       | Pascual Guerrero | 7 de abril    | 15:00 | Sin transmisión |
| Cuarta  | Orsomarso       | 0 : 2 | Atlético        | Francisco Rivera | 16 de marzo   | 19:00 | Sin transmisión |
| Cuarta  | Cortuluá        | 0 : 1 | América de Cali | Doce de Octubre  | 16 de marzo   | 20:00 | Sin transmisión |
| Quinta  | Cortuluá        | 1 : 1 | Orsomarso       | Doce de Octubre  | 13 de abril   | 19:00 | Sin transmisión |
| Quinta  | América de Cali | 2 : 1 | Atlético        | Pascual Guerrero | 14 de abril   | 18:00 | Sin transmisión |
| Sexta   | Atlético        | 0 : 0 | Cortuluá        | Pascual Guerrero | 4 de mayo     | 19:00 | Sin transmisión |
| Sexta   | Orsomarso       | 1 : 1 | América de Cali | Francisco Rivera | 5 de mayo     | 19:00 | Sin transmisión |

### Grupo F
| Equipo       | PJ | PG | PE | PP | GF | GC | Dif. | Pts. |
| ------------ | -- | -- | -- | -- | -- | -- | ---- | ---- |
| Patriotas    | 6  | 3  | 3  | 0  | 9  | 6  | 3    | 12   |
| Llaneros     | 6  | 2  | 3  | 1  | 8  | 3  | 5    | 9    |
| Boyacá Chicó | 6  | 1  | 3  | 2  | 5  | 9  | -4   | 6    |
| Fortaleza    | 6  | 1  | 1  | 4  | 6  | 10 | -4   | 4    |

| Primera | Fortaleza    | 2 : 0 | Boyacá Chicó | Metropolitano de Techo | 10 de febrero | 15:30 | Sin transmisión |
| Primera | Patriotas    | 1 : 1 | Llaneros     | La Independencia       | 10 de febrero | 19:00 | Sin transmisión |
| Segunda | Llaneros     | 3 : 0 | Fortaleza    | Manuel Calle Lombana   | 2 de marzo    | 15:30 | Sin transmisión |
| Segunda | Boyacá Chicó | 0 : 0 | Patriotas    | La Independencia       | 2 de marzo    | 20:00 | Sin transmisión |
| Tercera | Llaneros     | 3 : 0 | Boyacá Chicó | Manuel Calle Lombana   | 9 de marzo    | 15:30 | Sin transmisión |
| Tercera | Patriotas    | 2 : 1 | Fortaleza    | La Independencia       | 9 de marzo    | 19:00 | Sin transmisión |
| Cuarta  | Fortaleza    | 1 : 2 | Patriotas    | Metropolitano de Techo | 16 de marzo   | 15:00 | Sin transmisión |
| Cuarta  | Boyacá Chicó | 0 : 0 | Llaneros     | La Independencia       | 16 de marzo   | 18:30 | Sin transmisión |
| Quinta  | Patriotas    | 3 : 3 | Boyacá Chicó | La Independencia       | 13 de abril   | 19:00 | Sin transmisión |
| Quinta  | Fortaleza    | 1 : 1 | Llaneros     | Metropolitano de Techo | 21 de abril   | 15:00 | Sin transmisión |
| Sexta   | Llaneros     | 0 : 1 | Patriotas    | Manuel Calle Lombana   | 4 de mayo     | 15:30 | Sin transmisión |
| Sexta   | Boyacá Chicó | 2 : 1 | Fortaleza    | La Independencia       | 4 de mayo     | 15:30 | Sin transmisión |

### Grupo G
| Equipo       | PJ | PG | PE | PP | GF | GC | Dif. | Pts. |
| ------------ | -- | -- | -- | -- | -- | -- | ---- | ---- |
| Millonarios  | 6  | 4  | 2  | 0  | 9  | 4  | 5    | 14   |
| La Equidad   | 6  | 2  | 4  | 0  | 9  | 4  | 5    | 10   |
| Tigres F. C. | 6  | 1  | 3  | 2  | 7  | 8  | -1   | 6    |
| Bogotá F.C.  | 6  | 0  | 1  | 5  | 4  | 13 | -9   | 1    |

| Primera | Millonarios | 1 : 1 | La Equidad  | El Campín              | 10 de febrero | 19:45 | Win Sports      |
| Primera | Bogotá      | 1 : 2 | Tigres      | Metropolitano de Techo | 11 de febrero | 14:00 | Sin transmisión |
| Segunda | La Equidad  | 2 : 0 | Bogotá      | Metropolitano de Techo | 2 de marzo    | 15:00 | Sin transmisión |
| Segunda | Tigres      | 1 : 2 | Millonarios | Metropolitano de Techo | 6 de abril    | 19:00 | Sin transmisión |
| Tercera | La Equidad  | 2 : 2 | Tigres      | Metropolitano de Techo | 9 de marzo    | 15:00 | Sin transmisión |
| Tercera | Bogotá      | 1 : 2 | Millonarios | Metropolitano de Techo | 10 de marzo   | 19:45 | Win Sports      |
| Cuarta  | Millonarios | 2 : 0 | Bogotá      | El Campín              | 17 de marzo   | 19:45 | Win Sports      |
| Cuarta  | Tigres      | 0 : 0 | La Equidad  | Luis Carlos Galán      | 20 de abril   | 18:00 | Sin transmisión |
| Quinta  | Bogotá      | 1 : 4 | La Equidad  | Metropolitano de Techo | 14 de abril   | 12:00 | Sin transmisión |
| Quinta  | Millonarios | 2 : 1 | Tigres      | Metropolitano de Techo | 14 de abril   | 17:30 | Sin transmisión |
| Sexta   | Tigres      | 1 : 1 | Bogotá      | Luis Carlos Galán      | 4 de mayo     | 18:00 | Sin transmisión |
| Sexta   | La Equidad  | 0 : 0 | Millonarios | Metropolitano de Techo | 4 de mayo     | 19:45 | Win Sports      |

### Grupo H
| Equipo            | PJ | PG | PE | PP | GF | GC | Dif. | Pts. |
| ----------------- | -- | -- | -- | -- | -- | -- | ---- | ---- |
| Deportes Quindío  | 6  | 4  | 1  | 1  | 9  | 7  | 2    | 13   |
| Deportes Tolima   | 6  | 3  | 2  | 1  | 12 | 7  | 5    | 11   |
| Atlético Huila    | 6  | 1  | 2  | 3  | 5  | 7  | -2   | 5    |
| Deportivo Pereira | 6  | 1  | 1  | 4  | 1  | 6  | -5   | 4    |

| Primera | Deportes Quindío  | 1 : 0 | Atlético Huila    | Centenario              | 10 de febrero | 15:00 | Sin transmisión |
| Primera | Deportes Tolima   | 0 : 0 | Deportivo Pereira | Manuel Murillo Toro     | 10 de febrero | 15:30 | Sin transmisión |
| Segunda | Atlético Huila    | 2 : 2 | Deportes Tolima   | Guillermo Plazas        | 2 de marzo    | 15:15 | Sin transmisión |
| Segunda | Deportivo Pereira | 0 : 1 | Deportes Quindío  | Hernán Ramírez Villegas | 3 de marzo    | 15:30 | Sin transmisión |
| Tercera | Deportes Quindío  | 3 : 2 | Deportes Tolima   | Centenario              | 9 de marzo    | 15:00 | Sin transmisión |
| Tercera | Deportivo Pereira | 0 : 1 | Atlético Huila    | Hernán Ramírez Villegas | 10 de marzo   | 15:00 | Sin transmisión |
| Cuarta  | Atlético Huila    | 0 : 1 | Deportivo Pereira | Guillermo Plazas        | 16 de marzo   | 15:15 | Sin transmisión |
| Cuarta  | Deportes Tolima   | 4 : 1 | Deportes Quindío  | Ariel González          | 20 de abril   | 15:00 | Sin transmisión |
| Quinta  | Deportes Tolima   | 2 : 1 | Atlético Huila    | Manuel Murillo Toro     | 13 de abril   | 15:00 | Sin transmisión |
| Quinta  | Deportes Quindío  | 2 : 0 | Deportivo Pereira | Centenario              | 14 de abril   | 15:00 | Sin transmisión |
| Sexta   | Deportivo Pereira | 0 : 2 | Deportes Tolima   | Hernán Ramírez Villegas | 4 de mayo     | 15:00 | Sin transmisión |
| Sexta   | Atlético Huila    | 1 : 1 | Deportes Quindío  | Guillermo Plazas        | 5 de mayo     | 15:00 | Sin transmisión |

### Tabla de segundos lugares
Los cuatro mejores equipos que ocupen el segundo lugar en cada uno de sus grupos avanzarán a octavos de final. Los cuatro clasificados, fueron ordenados para definir su posición entre los mejores segundos. De tal forma, así se posicionaron los mejores segundos:
| GR | Equipo            | PJ | PG | PE | PP | GF | GC | Dif. | Pts. |
| -- | ----------------- | -- | -- | -- | -- | -- | -- | ---- | ---- |
| H  | Deportes Tolima   | 6  | 3  | 2  | 1  | 12 | 7  | 5    | 11   |
| B  | Envigado F. C.    | 6  | 3  | 2  | 1  | 6  | 7  | -1   | 11   |
| G  | La Equidad        | 6  | 2  | 4  | 0  | 9  | 4  | 5    | 10   |
| D  | Valledupar F. C.  | 6  | 3  | 1  | 2  | 8  | 10 | -2   | 10   |
| F  | Llaneros          | 6  | 2  | 3  | 1  | 8  | 3  | 5    | 9    |
| A  | Itagüí Leones     | 6  | 2  | 3  | 1  | 8  | 5  | 3    | 9    |
| C  | Alianza Petrolera | 6  | 2  | 3  | 1  | 7  | 6  | 1    | 9    |
| E  | Atlético F. C.    | 6  | 2  | 2  | 2  | 6  | 5  | 1    | 8    |

## Sorteo de emparejamientos
Los emparejamientos de Octavos de final serán definidos en un sorteo una vez finalizada la primera fase del torneo. Los equipos ubicados del Bolillero 1 serán los que ganaron su grupo en la fase anterior. Los equipos del Bolillero 1 obtendrán un rival de los clubes integrantes del Bolillero 2, que corresponde a los Preclasificados a la fase de octavos de final y los clasificados como mejores segundos de la fase grupal.
| Bolillero 1 | Bolillero 2                                                                                                 |
| --- | --- |
| América de Cali Cúcuta Deportivo Deportes Quindío Deportivo Pasto Independiente Medellín Millonarios Patriotas Real Cartagena | Atlético Nacional Deportes Tolima Deportivo Cali Envigado F. C. Junior La Equidad Santa Fe Valledupar F. C. |

## Fase final
Las fases de eliminación directa o fases finales, corresponden a la Segunda fase, Tercera fase, Semifinales y Final, en las cuales se juegan partidos de ida y vuelta, a eliminación directa. Las llaves, serán distribuidas mediante sorteo acorde a los parámetros establecidos por la Dimayor.
A esta fase clasificarán doce equipos provenientes de la primera fase o fase de grupos y cuatro equipos más que corresponderán a los tres clasificados a la Copa Libertadores 2016 y el campeón vigente de la temporada pasada (2015).
Los emparejamientos de Octavos de final serán definidos en un sorteo una vez finalizada la primera fase del torneo, donde los ocho equipos que ganaron su grupo en la fase anterior se cruzarán con los otros ocho clasificados (cuatro mejores segundos y cuatro preclasificados). En consecuencia, las llaves se definirán con los siguientes bolilleros de equipos clasificados: 

### Cuadro final
|  | Octavos de final            | Octavos de final            | Octavos de final            |                        |   | Cuartos de final                | Cuartos de final                | Cuartos de final                |  |  | Semifinales        | Semifinales        | Semifinales        |  |  | Final                             | Final                             | Final                             |
|  | 27 de julio al 18 de agosto | 27 de julio al 18 de agosto | 27 de julio al 18 de agosto |                        |   | 24 de agosto al 8 de septiembre | 24 de agosto al 8 de septiembre | 24 de agosto al 8 de septiembre |  |  | 4 al 13 de octubre | 4 al 13 de octubre | 4 al 13 de octubre |  |  | 13 de noviembre y 17 de noviembre | 13 de noviembre y 17 de noviembre | 13 de noviembre y 17 de noviembre |
|  |                             |                             |                             |                        |   |                                 |                                 |                                 |  |  |                    |                    |                    |  |  |                                   |                                   |                                   |
|  |                             |                             |                             |                        |   |                                 |                                 |                                 |  |  |                    |                    |                    |  |  |                                   |                                   |                                   |
|  |                             |                             |                             |                        |   |                                 |                                 |                                 |  |  |                    |                    |                    |  |  |                                   |                                   |                                   |
|  | Independiente Medellín      | 1                           | 4                           |                        |   |                                 |                                 |                                 |  |  |                    |                    |                    |  |  |                                   |                                   |                                   |
|  | Independiente Medellín      | 1                           | 4                           |                        |   |                                 |                                 |                                 |  |  |                    |                    |                    |  |  |                                   |                                   |                                   |
|  | Valledupar F. C.            | 0                           | 1                           |                        |   |                                 |                                 |                                 |  |  |                    |                    |                    |  |  |                                   |                                   |                                   |
|  | Valledupar F. C.            | 0                           | 1                           | Independiente Medellín | 0 | 1                               |                                 |                                 |  |  |                    |                    |                    |  |  |                                   |                                   |                                   |
|  |                             |                             |                             |                        | 0 | 1                               |                                 |                                 |  |  |                    |                    |                    |  |  |                                   |                                   |                                   |
|  |                             | Junior                      | 3                           | 2                      |   |                                 |                                 |                                 |  |  |                    |                    |                    |  |  |                                   |                                   |                                   |
|  | Deportivo Pasto             | Junior                      | 3                           | 2                      | 2 | 0 (4)                           |                                 |                                 |  |  |                    |                    |                    |  |  |                                   |                                   |                                   |
|  | Deportivo Pasto             |                             |                             |                        | 2 | 0 (4)                           |                                 |                                 |  |  |                    |                    |                    |  |  |                                   |                                   |                                   |
|  | Junior (p.)                 | 1                           | 1 (5)                       |                        |   |                                 |                                 |                                 |  |  |                    |                    |                    |  |  |                                   |                                   |                                   |
|  | Junior (p.)                 | 1                           | 1 (5)                       | Junior (p.)            | 0 | 2 (5)                           |                                 |                                 |  |  |                    |                    |                    |  |  |                                   |                                   |                                   |
|  |                             |                             |                             |                        | 0 | 2 (5)                           |                                 |                                 |  |  |                    |                    |                    |  |  |                                   |                                   |                                   |
|  |                             | Deportes Tolima             | 0                           | 2 (3)                  |   |                                 |                                 |                                 |  |  |                    |                    |                    |  |  |                                   |                                   |                                   |
|  | Millonarios                 | Deportes Tolima             | 0                           | 2 (3)                  | 0 | 0                               |                                 |                                 |  |  |                    |                    |                    |  |  |                                   |                                   |                                   |
|  | Millonarios                 |                             |                             |                        | 0 | 0                               |                                 |                                 |  |  |                    |                    |                    |  |  |                                   |                                   |                                   |
|  | Deportes Tolima             | 0                           | 3                           |                        |   |                                 |                                 |                                 |  |  |                    |                    |                    |  |  |                                   |                                   |                                   |
|  | Deportes Tolima             | 0                           | 3                           | Deportes Tolima (p.)   | 0 | 2 (4)                           |                                 |                                 |  |  |                    |                    |                    |  |  |                                   |                                   |                                   |
|  |                             |                             |                             |                        | 0 | 2 (4)                           |                                 |                                 |  |  |                    |                    |                    |  |  |                                   |                                   |                                   |
|  |                             | Deportivo Cali              | 2                           | 0 (2)                  |   |                                 |                                 |                                 |  |  |                    |                    |                    |  |  |                                   |                                   |                                   |
|  | América de Cali             | Deportivo Cali              | 2                           | 0 (2)                  | 1 | 1                               |                                 |                                 |  |  |                    |                    |                    |  |  |                                   |                                   |                                   |
|  | América de Cali             |                             |                             |                        | 1 | 1                               |                                 |                                 |  |  |                    |                    |                    |  |  |                                   |                                   |                                   |
|  | Deportivo Cali              | 2                           | 1                           |                        |   |                                 |                                 |                                 |  |  |                    |                    |                    |  |  |                                   |                                   |                                   |
|  | Deportivo Cali              | 2                           | 1                           | Junior                 | 1 | 0                               |                                 |                                 |  |  |                    |                    |                    |  |  |                                   |                                   |                                   |
|  |                             |                             |                             |                        | 1 | 0                               |                                 |                                 |  |  |                    |                    |                    |  |  |                                   |                                   |                                   |
|  |                             | Atlético Nacional           | 2                           | 1                      |   |                                 |                                 |                                 |  |  |                    |                    |                    |  |  |                                   |                                   |                                   |
|  | Cúcuta Deportivo            | Atlético Nacional           | 2                           | 1                      | 0 | 1                               |                                 |                                 |  |  |                    |                    |                    |  |  |                                   |                                   |                                   |
|  | Cúcuta Deportivo            |                             |                             |                        | 0 | 1                               |                                 |                                 |  |  |                    |                    |                    |  |  |                                   |                                   |                                   |
|  | La Equidad                  | 0                           | 3                           |                        |   |                                 |                                 |                                 |  |  |                    |                    |                    |  |  |                                   |                                   |                                   |
|  | La Equidad                  | 0                           | 3                           | La Equidad             | 0 | 0                               |                                 |                                 |  |  |                    |                    |                    |  |  |                                   |                                   |                                   |
|  |                             |                             |                             |                        | 0 | 0                               |                                 |                                 |  |  |                    |                    |                    |  |  |                                   |                                   |                                   |
|  |                             | Santa Fe                    | 1                           | 2                      |   |                                 |                                 |                                 |  |  |                    |                    |                    |  |  |                                   |                                   |                                   |
|  | Deportes Quindío            | Santa Fe                    | 1                           | 2                      | 1 | 2 (2)                           |                                 |                                 |  |  |                    |                    |                    |  |  |                                   |                                   |                                   |
|  | Deportes Quindío            |                             |                             |                        | 1 | 2 (2)                           |                                 |                                 |  |  |                    |                    |                    |  |  |                                   |                                   |                                   |
|  | Santa Fe (p.)               | 2                           | 1 (3)                       |                        |   |                                 |                                 |                                 |  |  |                    |                    |                    |  |  |                                   |                                   |                                   |
|  | Santa Fe (p.)               | 2                           | 1 (3)                       | Santa Fe               | 1 | 1                               |                                 |                                 |  |  |                    |                    |                    |  |  |                                   |                                   |                                   |
|  |                             |                             |                             |                        | 1 | 1                               |                                 |                                 |  |  |                    |                    |                    |  |  |                                   |                                   |                                   |
|  |                             | Atlético Nacional           | 1                           | 4                      |   |                                 |                                 |                                 |  |  |                    |                    |                    |  |  |                                   |                                   |                                   |
|  | Patriotas                   | Atlético Nacional           | 1                           | 4                      | 1 | 2                               |                                 |                                 |  |  |                    |                    |                    |  |  |                                   |                                   |                                   |
|  | Patriotas                   |                             |                             |                        | 1 | 2                               |                                 |                                 |  |  |                    |                    |                    |  |  |                                   |                                   |                                   |
|  | Envigado F. C.              | 0                           | 2                           |                        |   |                                 |                                 |                                 |  |  |                    |                    |                    |  |  |                                   |                                   |                                   |
|  | Envigado F. C.              | 0                           | 2                           | Patriotas              | 0 | 2                               |                                 |                                 |  |  |                    |                    |                    |  |  |                                   |                                   |                                   |
|  |                             |                             |                             |                        | 0 | 2                               |                                 |                                 |  |  |                    |                    |                    |  |  |                                   |                                   |                                   |
|  |                             | Atlético Nacional           | 3                           | 1                      |   |                                 |                                 |                                 |  |  |                    |                    |                    |  |  |                                   |                                   |                                   |
|  | Real Cartagena              | Atlético Nacional           | 3                           | 1                      | 2 | 0                               |                                 |                                 |  |  |                    |                    |                    |  |  |                                   |                                   |                                   |
|  | Real Cartagena              |                             |                             |                        | 2 | 0                               |                                 |                                 |  |  |                    |                    |                    |  |  |                                   |                                   |                                   |
|  | Atlético Nacional           | 1                           | 2                           |                        |   |                                 |                                 |                                 |  |  |                    |                    |                    |  |  |                                   |                                   |                                   |

- Nota 1: En cada llave, el equipo ubicado en la primera línea es el que ejerce la localía en el partido de vuelta.
- Nota 2: Deportivo Cali, Atlético Nacional, Santa Fe y Junior preclasificaron de manera directa a octavos de final.
- En adelante, la hora de cada encuentro corresponde a la hora legal de Colombia (UTC-5).

### Octavos de final
| 3 de agosto de 2016, 15:00 | Atlético Nacional | 1:2 (1:0) | Real Cartagena               | Estadio Atanasio Girardot, Medellín |                               |
|                            | Quiñónes 33'      | Reporte   | Arzuaga 75' · Salcedo 90'+2' | Árbitro(s): Lisandro Castillo       | Árbitro(s): Lisandro Castillo |

| 18 de agosto de 2016, 19:45 | Real Cartagena | 0:2 (0:1) | Atlético Nacional      | Estadio Jaime Morón, Cartagena     |                                    |
|                             |                | Reporte   | Berrío 40' · Borja 57' | Árbitro(s): Luis Fernando Trujillo | Árbitro(s): Luis Fernando Trujillo |

| 3 de agosto de 2016, 18:00 | Envigado F. C. | 0:1 (0:1) | Patriotas   | Estadio Polideportivo Sur, Envigado |                             |
|                            |                |           | Carreño 74' | Árbitro(s): Nolberto Ararat         | Árbitro(s): Nolberto Ararat |

| 10 de agosto de 2016, 19:00 | Patriotas              | 2:2 (0:1) | Envigado F. C.           | Estadio La Independencia, Tunja |                          |
|                             | Rosero 51' · Gómez 77' | Reporte   | Caicedo 13' · García 58' | Árbitro(s): Jorge Duarte        | Árbitro(s): Jorge Duarte |

| 27 de julio de 2016, 15:30 | La Equidad | 0:0     | Cúcuta Deportivo | Estadio Metrop. de Techo, Bogotá |                            |
|                            |            | Reporte |                  | Árbitro(s): Fernando Acuña       | Árbitro(s): Fernando Acuña |

| 11 de agosto de 2016, 15:00 | Cúcuta Deportivo | 1:3 (0:2) | La Equidad                 | Estadio General Santander, Cúcuta |  |
|                             | Pereira 58'      | Reporte   | Motta 2' 19' · Peralta 84' |                                   |  |

| 28 de julio de 2016, 19:45 | Santa Fe                     | 2:1 (0:1) | Deportes Quindío | Estadio El Campín, Bogotá   |                             |
|                            | Osorio B. 54' · Mosquera 88' | Reporte   | Torres 41'       | Árbitro(s): Diego Escalante | Árbitro(s): Diego Escalante |

| 3 de agosto de 2016, 19:00 | Deportes Quindío                                          | 2:1 (1:0) (2:3 p.)         | Santa Fe                               | Estadio Centenario, Armenia   |                               |
|                            | Filigrana 43' 90'+4'                                      | Reporte                    | Carabalí 55' (a.g.)                    | Árbitro(s): Bismarks Santiago | Árbitro(s): Bismarks Santiago |
|                            |                                                           | Tiros desde el punto penal |                                        |                               |                               |
|                            | Carpintero · Mendoza · G. López · Filigrana · Johan Gómez |                            | Salaberry · Roa · J. López · R. Zapata |                               |                               |

| 28 de julio de 2016, 19:00 | Valledupar F. C. | 0:1 (0:1) | Independiente Medellín | Estadio Armando Maestre, Valledupar |                          |
|                            |                  | Reporte   | Molina 19'             | Árbitro(s): Ramiro Pabón            | Árbitro(s): Ramiro Pabón |

| 3 de agosto de 2016, 20:00 | Independiente Medellín                      | 4:1 (2:0) | Valledupar F. C. | Estadio Atanasio Girardot, Medellín |                          |
|                            | Hechalar 2' · Burbano 38' 48' · Córdoba 54' | Reporte   | Delgado 82'      | Árbitro(s): Jorge Duarte            | Árbitro(s): Jorge Duarte |

| 27 de julio de 2016, 18:00 | Junior        | 1:2 (0:1) | Deportivo Pasto | Estadio Metropolitano, Barranquilla |                               |
|                            | Escalante 68' | Reporte   | Arango 9' 82'   | Árbitro(s): Roberto Rodríguez       | Árbitro(s): Roberto Rodríguez |

| 3 de agosto de 2016, 20:00 | Deportivo Pasto                                          | 0:1 (0:1) (4:5 p.)         | Junior                                                     | Estadio Deptal. Libertad, Pasto |                             |
|                            |                                                          | Reporte                    | Toloza 63'                                                 | Árbitro(s): Diego Escalante     | Árbitro(s): Diego Escalante |
|                            |                                                          | Tiros desde el punto penal |                                                            |                                 |                             |
|                            | Arango · Cabrera · Rivera · Córdoba · Briceño · Ceballos |                            | Sánchez · Narváez · Pérez · Domínguez · Toloza · Escalante |                                 |                             |

| 28 de julio de 2016, 19:45 | Deportivo Cali          | 2:1 (2:0) | América de Cali | Estadio Deportivo Cali, Palmira |                            |
|                            | Pajoy 16' · Aguilar 38' | Reporte   | Cortés 65'      | Árbitro(s): Carlos Herrera      | Árbitro(s): Carlos Herrera |

| 11 de agosto de 2016, 19:45 | América de Cali | 1:1 (1:1) | Deportivo Cali | Estadio Pascual Guerrero, Cali |                           |
|                             | Palacios 11'    |           | Mera 5'        | Árbitro(s): Wilmar Roldán      | Árbitro(s): Wilmar Roldán |

| 27 de julio de 2016, 19:30 | Deportes Tolima | 0:0     | Millonarios | Estadio Manuel Murillo Toro, Ibagué |                              |
|                            |                 | Reporte |             | Árbitro(s): Leonard Mosquera        | Árbitro(s): Leonard Mosquera |

| 4 de agosto de 2016, 19:45 | Millonarios | 0:3 (0:2) | Deportes Tolima                            | Estadio El Campín, Bogotá |                          |
|                            |             | Reporte   | Montoya 18' · Rivas 45'+4' · Rodríguez 79' | Árbitro(s): Éder Vergara  | Árbitro(s): Éder Vergara |

### Cuartos de final
| 1 de septiembre de 2016, 19:10 | Atlético Nacional           | 3:0 (2:0) | Patriotas | Estadio Atanasio Girardot, Medellín |                          |
|                                | Bocanegra 5' · Borja 8' 66' | Reporte   |           | Árbitro(s): Jorge Guzmán            | Árbitro(s): Jorge Guzmán |

| 7 de septiembre de 2016, 19:45 | Patriotas               | 2:1 (0:0) | Atlético Nacional | Estadio La Independencia, Tunja |                               |
|                                | Gómez 47' · Vásquez 82' | Reporte   | Nieto 67'         | Árbitro(s): Bismarks Santiago   | Árbitro(s): Bismarks Santiago |

| 31 de agosto de 2016, 19:45 | Santa Fe  | 1:0 (0:0) | La Equidad | Estadio Metrop. de Techo, Bogotá |                          |
|                             | Gómez 77' | Reporte   |            | Árbitro(s): Juan Gamarra         | Árbitro(s): Juan Gamarra |

| 8 de septiembre de 2016, 19:45 | La Equidad | 0:2 (0:1) | Santa Fe              | Estadio Metrop. de Techo, Bogotá |                            |
|                                |            | Reporte   | López 3' · Osorio 58' | Árbitro(s): Ulises Arrieta       | Árbitro(s): Ulises Arrieta |

| 25 de agosto de 2016, 19:45 | Junior                                    | 3:0 (2:0) | Independiente Medellín | Estadio Metropolitano, Barranquilla |                          |
|                             | Barrera 3' · Rangel 39' · Palacios 90'+2' | Reporte   |                        | Árbitro(s): Carlos Anaya            | Árbitro(s): Carlos Anaya |

| 31 de agosto de 2016, 19:10 | Independiente Medellín | 1:2 (1:0) | Junior                     | Estadio Atanasio Girardot, Medellín |                           |
|                             | Molina 20'             | Reporte   | Hernández 59' · Rangel 78' | Árbitro(s): Luis Trujillo           | Árbitro(s): Luis Trujillo |

| 24 de agosto de 2016, 20:00 | Deportivo Cali                 | 2:0 (0:0) | Deportes Tolima | Estadio Pascual Guerrero, Cali |                          |
|                             | Benedetti 63' · Candelo 90'+1' | Reporte   |                 | Árbitro(s): Jorge Guzmán       | Árbitro(s): Jorge Guzmán |

| 31 de agosto de 2016, 19:30 | Deportes Tolima                      | 2:0 (1:0) (4:2 p.)         | Deportivo Cali                   | Estadio Manuel Murillo Toro, Ibagué |                          |
|                             | Vargas 33' (pen.) · Aquino 70'       | Reporte                    |                                  | Árbitro(s): Carlos Anaya            | Árbitro(s): Carlos Anaya |
|                             |                                      | Tiros desde el punto penal |                                  |                                     |                          |
|                             | Mosquera · Delgado · Alzáte · Aquino |                            | Pérez · Quintero · Lloreda · Roa |                                     |                          |

### Semifinales
| 5 de octubre de 2016, 19:00 | Atlético Nacional | 1:1 (0:1) | Independiente Santa Fe | Estadio Atanasio Girardot, Medellín |                         |
|                             | Rodríguez 63'     | Reporte   | Gómez 45' (pen.)       | Árbitro(s): Juan Pontón             | Árbitro(s): Juan Pontón |

| 13 de octubre de 2016, 19:45 | Santa Fe    | 1:4 (0:2) | Atlético Nacional                         | Estadio Metrop. de Techo, Bogotá |                           |
|                              | Tesillo 70' | Reporte   | Borja 3' 79' · Bocanegra 31' · Berrío 72' | Árbitro(s): Nicolás Gallo        | Árbitro(s): Nicolás Gallo |

| 4 de octubre de 2016, 19:00 | Deportes Tolima | 0:0     | Junior | Estadio Manuel Murillo Toro, Ibagué |                          |
|                             |                 | Reporte |        | Árbitro(s): Adrián Vélez            | Árbitro(s): Adrián Vélez |

| 12 de octubre de 2016, 19:45 | Junior                                        | 2:2 (1:0) (5:3 p.)         | Deportes Tolima                     | Estadio Metropolitano, Barranquilla |                           |
|                              | Escalante 40' · Hernández 69'                 | Reporte                    | Rodríguez 46' · Aquino 87'          | Árbitro(s): Wilmar Roldán           | Árbitro(s): Wilmar Roldán |
|                              |                                               | Tiros desde el punto penal |                                     |                                     |                           |
|                              | Hernández · Sánchez · Ovelar · Pérez · Toloza |                            | Aquino · Alzate · Mosquera · Vargas |                                     |                           |

### Final
| 13 de noviembre de 2016, 19:00 | Atlético Nacional             | 2:1 (1:1) | Junior      | Estadio Atanasio Girardot, Medellín                       |                                                           |
|                                | Rescaldani 45'+3' · Nieto 48' | Reporte   | 36' Narvaez | Asistencia: 33.894 espectadores Árbitro(s): Nicolás Gallo | Asistencia: 33.894 espectadores Árbitro(s): Nicolás Gallo |

| 17 de noviembre de 2016, 19:00 | Junior | 0:1 (0:1) | Atlético Nacional | Estadio Metropolitano, Barranquilla                      |                                                          |
|                                |        | Reporte   | 31' Ibargüen      | Asistencia: 20.505 espectadores Árbitro(s): Luis Sánchez | Asistencia: 20.505 espectadores Árbitro(s): Luis Sánchez |

|                                       |
| Bandera de Colombia                   |
| Campeón Atlético Nacional 3.er título |

## Estadísticas

### Tabla general
| Pos. | Equipos                | PJ | PG | PE | PP | GF | GC | Dif. | Pts. | Rend.  |
| ---- | ---------------------- | -- | -- | -- | -- | -- | -- | ---- | ---- | ------ |
| 1.   | Atlético Nacional(n)   | 8  | 5  | 1  | 2  | 15 | 7  | 8    | 16   | 66,7 % |
| 2.   | Junior(n)              | 8  | 3  | 2  | 3  | 10 | 8  | 2    | 11   | 45,8 % |
| 3.   | Deportes Tolima        | 12 | 5  | 5  | 2  | 19 | 11 | 8    | 20   | 55,6 % |
| 4.   | Santa Fe(n)            | 6  | 3  | 1  | 2  | 8  | 8  | 0    | 10   | 55,6 % |
| 5.   | Independiente Medellín | 10 | 6  | 2  | 2  | 18 | 8  | 10   | 20   | 66,7 % |
| 6.   | Patriotas Boyacá       | 10 | 5  | 4  | 1  | 14 | 12 | 2    | 19   | 63,3 % |
| 7.   | La Equidad             | 10 | 3  | 5  | 2  | 12 | 8  | 4    | 14   | 46,6 % |
| 8.   | Deportivo Cali(n)      | 4  | 2  | 1  | 1  | 5  | 4  | 1    | 7    | 58,3 % |
| 9.   | Real Cartagena         | 8  | 6  | 1  | 1  | 10 | 6  | 4    | 19   | 79,2 % |
| 10.  | América de Cali        | 8  | 5  | 2  | 1  | 13 | 7  | 6    | 17   | 70,8 % |
| 11.  | Deportes Quindío       | 8  | 5  | 1  | 2  | 12 | 10 | 2    | 16   | 66,7 % |
| 12.  | Millonarios            | 8  | 4  | 3  | 1  | 9  | 7  | 2    | 15   | 62,5 % |
| 13.  | Deportivo Pasto        | 8  | 4  | 2  | 2  | 14 | 6  | 8    | 14   | 58,3 % |
| 14.  | Cúcuta Deportivo       | 8  | 3  | 3  | 2  | 10 | 10 | 0    | 12   | 50 %   |
| 15.  | Envigado F. C.         | 8  | 3  | 3  | 2  | 8  | 10 | -2   | 12   | 50 %   |
| 16.  | Valledupar F. C.       | 8  | 3  | 1  | 4  | 9  | 15 | -6   | 10   | 41,7 % |
| 17.  | Llaneros               | 6  | 2  | 3  | 1  | 8  | 3  | 5    | 9    | 50 %   |
| 18.  | Itagüí Leones          | 6  | 2  | 3  | 1  | 8  | 5  | 3    | 9    | 50 %   |
| 19.  | Alianza Petrolera      | 6  | 2  | 3  | 1  | 7  | 6  | 1    | 9    | 50 %   |
| 20.  | Atlético F. C.         | 6  | 2  | 2  | 2  | 6  | 5  | 1    | 8    | 44,4 % |
| 21.  | Real Santander         | 6  | 1  | 4  | 1  | 7  | 7  | 0    | 7    | 38,8 % |
| 22.  | Jaguares               | 6  | 2  | 1  | 3  | 7  | 8  | -1   | 7    | 38,8 % |
| 23.  | Once Caldas            | 6  | 2  | 1  | 3  | 6  | 7  | -1   | 7    | 38,8 % |
| 24.  | Universitario          | 6  | 2  | 1  | 3  | 8  | 11 | -3   | 7    | 38,8 % |
| 25.  | Tigres F. C.           | 6  | 1  | 3  | 2  | 7  | 8  | -1   | 6    | 33,3 % |
| 26.  | Unión Magdalena        | 6  | 2  | 0  | 4  | 10 | 13 | -3   | 6    | 33,3 % |
| 27.  | Boyacá Chicó           | 6  | 1  | 3  | 2  | 5  | 9  | -4   | 6    | 33,3 % |
| 28.  | Atlético Huila         | 6  | 1  | 2  | 3  | 5  | 7  | -2   | 5    | 27,7 % |
| 29.  | Orsomarso              | 6  | 1  | 2  | 3  | 5  | 9  | -4   | 5    | 27,7 % |
| 30.  | Fortaleza              | 6  | 1  | 1  | 4  | 6  | 10 | -4   | 4    | 22,2 % |
| 31.  | Deportivo Pereira      | 6  | 1  | 1  | 4  | 1  | 6  | -5   | 4    | 22,2 % |
| 32.  | Atlético Bucaramanga   | 6  | 0  | 3  | 3  | 3  | 6  | -3   | 3    | 16,6 % |
| 33.  | Cortuluá               | 6  | 0  | 3  | 3  | 5  | 9  | -4   | 3    | 16,6 % |
| 34.  | Barranquilla F. C.     | 6  | 0  | 1  | 5  | 4  | 11 | -7   | 1    | 5,5 %  |
| 35.  | Rionegro Águilas       | 6  | 0  | 1  | 5  | 4  | 12 | -8   | 1    | 5,5 %  |
| 36.  | Bogotá F. C.           | 6  | 0  | 1  | 5  | 4  | 13 | -9   | 1    | 5,5 %  |

Nota: Deportivo Cali, Atlético Nacional, Santa Fe y Junior clasificaron directamente a octavos de final, por lo que tienen menos partidos jugados que el resto de equipos.
|  |                                  |
|  | Campeón.                         |
|  | Finalista.                       |
|  | Semifinalistas.                  |
|  | Clasificados a cuartos de final. |
|  | Eliminados en octavos de final.  |
|  | Eliminado en fase de grupos.     |

### Goleadores
| Miguel Borja       | Atlético Nacional y Cortuluá | 8 |  |  |  |  |  |  |  |
| Víctor Aquino      | Deportes Tolima              | 6 |  |  |  |  |  |  |  |
| Johan Arango       | Deportivo Pasto              | 5 |  |  |  |  |  |  |  |
| José David Lloreda | Deportivo Cali               | 4 |  |  |  |  |  |  |  |
| Hernán Hechalar    | Independiente Medellín       | 4 |  |  |  |  |  |  |  |
| Leonardo Castro    | Independiente Medellín       | 4 |  |  |  |  |  |  |  |
| Luis Cuesta        | La Equidad                   | 4 |  |  |  |  |  |  |  |
|                    |                              |   |  |  |  |  |  |  |  |

Fuente: Resultados.com Archivado el 30 de noviembre de 2016 en Wayback Machine.